# Sergej Tichonov
Sergej Sergeevič Tichonov (in russo Сергей Сергеевич Тихонов)?; 3 gennaio 1982) è uno schermidore russo.

## Biografia
Nei campionati europei di scherma ha conquistato una medaglia d'argento ai Zalaegerszeg nel 2005 nella gara di fioretto individuale ed una medaglia di bronzo ai Smirne nel 2006 nella gara di fioretto a squadre.

## Palmarès
In carriera ha conseguito i seguenti risultati:
- Europei di scherma

Zalaegerszeg 2005: argento nel fioretto individuale ed a squadre.
Smirne 2006: bronzo nel fioretto a squadre.